# Pseudotremia carterensis
Pseudotremia carterensis är en mångfotingart som först beskrevs av Alpheus Spring Packard 1883.  Pseudotremia carterensis ingår i släktet Pseudotremia och familjen Cleidogonidae. Inga underarter finns listade i Catalogue of Life.